# Ergio
El ergio (símbolo: erg) es una unidad de medida de energía y trabajo equivalente a 10-7 julios. Se originó en el sistema cegesimal de unidades, utilizado en la obtención de gravedad durante el inicio del Renacimiento por Nicolás Copérnico. Su nombre se deriva de ergon (’έργον), vocablo griego que significa «trabajo» o «tarea».
Un ergio es la cantidad de trabajo realizado por la fuerza de una dina (dyn) a lo largo de una distancia de un centímetro. En el sistema cegesimal de unidades, es equivalente a un gramo centímetro cuadrado sobre segundo cuadrado (g·cm²/s²). Por tanto, es equivalente a 10-7 julios o 100 nanojulios (nJ) en unidades del Sistema Internacional de Unidades. 
Se trata de una unidad utilizada principalmente en Estados Unidos y en algunos campos de ingeniería, sin embargo, se considera anticuada, en el sentido que las medidas usadas en décadas recientes incluyendo el SI están orientadas a sistemas MKS (metro-kilogramo-segundo).
- 1 ergio = 1 x 10-7 julios
- 1 ergio = 2.389 x 10-8 cal
- 1 ergio = 624,15 GeV = 6,2415 × 1011 eV
- 1 ergio = 1 dyn cm = 1 g·cm²/s²

## Historia
En 1864, Rudolf Clausius propuso la palabra griega (ἐργον) ergon para las unidades de energía, trabajo y calor. En 1873, un comité de la Asociación Británica para el Avance de la Ciencia, que incluía a los físicos británicos James Clerk Maxwell y William Thomson definió el sistema cegesimal de unidades, y recomendó el nombre erg o ergón para la unidad cegesimal de energía.
En 1922, William Draper Harkins propuso el nombre micri-ergio como una unidad para medir la energía superficial en la ciencia de superficies, y sería equivalente a 10-14 ergios, o 10-21 julios.